# Mothocya waminda
Mothocya waminda är en kräftdjursart som beskrevs av Bruce1986. Mothocya waminda ingår i släktet Mothocya och familjen Cymothoidae. Inga underarter finns listade i Catalogue of Life.